# Apanteles pellucipterus
Apanteles pellucipterus är en stekelart som beskrevs av Song och Chen 2001. Apanteles pellucipterus ingår i släktet Apanteles och familjen bracksteklar. Inga underarter finns listade i Catalogue of Life.